# Жоффруа де Мандевіль
Ця стаття присвячена соратнику Вільгельма Завойовника. Інформацію про учасника громадянської війни в Англії 1135—1154 років див. у статті: Жоффруа де Мандевіль, 1-й граф Ессекський.
Жоффруа́ де Мандеві́ль (фр. Geoffrey de Mandeville; пом. бл. 1100) — нормандський лицар, учасник нормандського завоювання Англії Вільгельмом Завойовником та констебль Тауера.

## Біографія
Точне походження Жоффруа де Мандевіля невідоме. За однією з версій його рід походив з містечка Маньєвіль у Котантені, на території сучасного департаменту Манш. За іншою — з містечка Мандевіль-ан-Бессен у Бессені, на території сучасного департаменту Кальвадос.
Про біографію Жоффруа де Мандевіля також відомо мало. Він брав участь у нормандському завоюванні Англії і відзначився у битві при Гастінгсі. За це він отримав від короля значні володіння в Англії, що нараховували бл. 180 манорів, головним чином у Ессексі, а також у десяти інших графствах Англії. Резиденцією Жоффруа де Мандевіля став замок Вальден, збудований у північній частині Ессексу. Жоффруа був також призначений першим після завоювання констеблем лондонського Тауеру, а також шерифом Лондону та Мідлсексу. Ці посади мали важливе значення в англонормандській монархії, через те що дозволяли контролювати найбільше місто країни. Посади констебля Тауера та шерифа Лондона і Мідлсексу набули спадкового характеру і у подальшому на них призначались нащадки Жоффруа де Мандевіля. Можливо він також був шерифом Ессексу та Гертфордширу.
Інших відомостей про життя Жоффруа майже не зберіглось. Відомо лише, що бл. 1085 він заснував монастир у Харлеї, Беркшир і помер бл. 1100.

## Дружини та діти
- Першою дружиною була Аделіза, від якої Жоффруа мав принаймні двох дітей:
  - дочку Беатрису, яка вийшла заміж за побічного сина Євстахія II, графа Булонського, і
  - сина Вільгельма де Мандевіля (помер між 1105 і 1116 рр.), констебля Тауеру та шерифа Лондона, володіння та посади якого були конфісковані королем Генріхом I, можливо через співучасть у втечі Ранульфа Фламбарда з Тауеру. Вільгельм був одружений з Маргаритою, дочкою Едо Дапіфера, сенешаля Англії, від якої мав сина Жоффруа де Мандевіля, 1-го графа Ессексу (пом. у 1144), який прославився у період феодальної анархії в Англії у 1140-ві роки.
- Вдруге Жоффруа був одружений з Леселиною, від якої дітей не мав.